# Brustband-Fadenelfe
Die Brustband-Fadenelfe (Discosura langsdorffi, Syn.: Popelairia conversii) oder Langsdorffelfe ist eine Vogelart aus der Familie der Kolibris (Trochilidae), die in Teilen der Länder Kolumbien, Venezuela, Ecuador, Peru und Brasilien verbreitet ist. Der Bestand wird von der IUCN als „nicht gefährdet“ (least concern) eingeschätzt.

## Merkmale

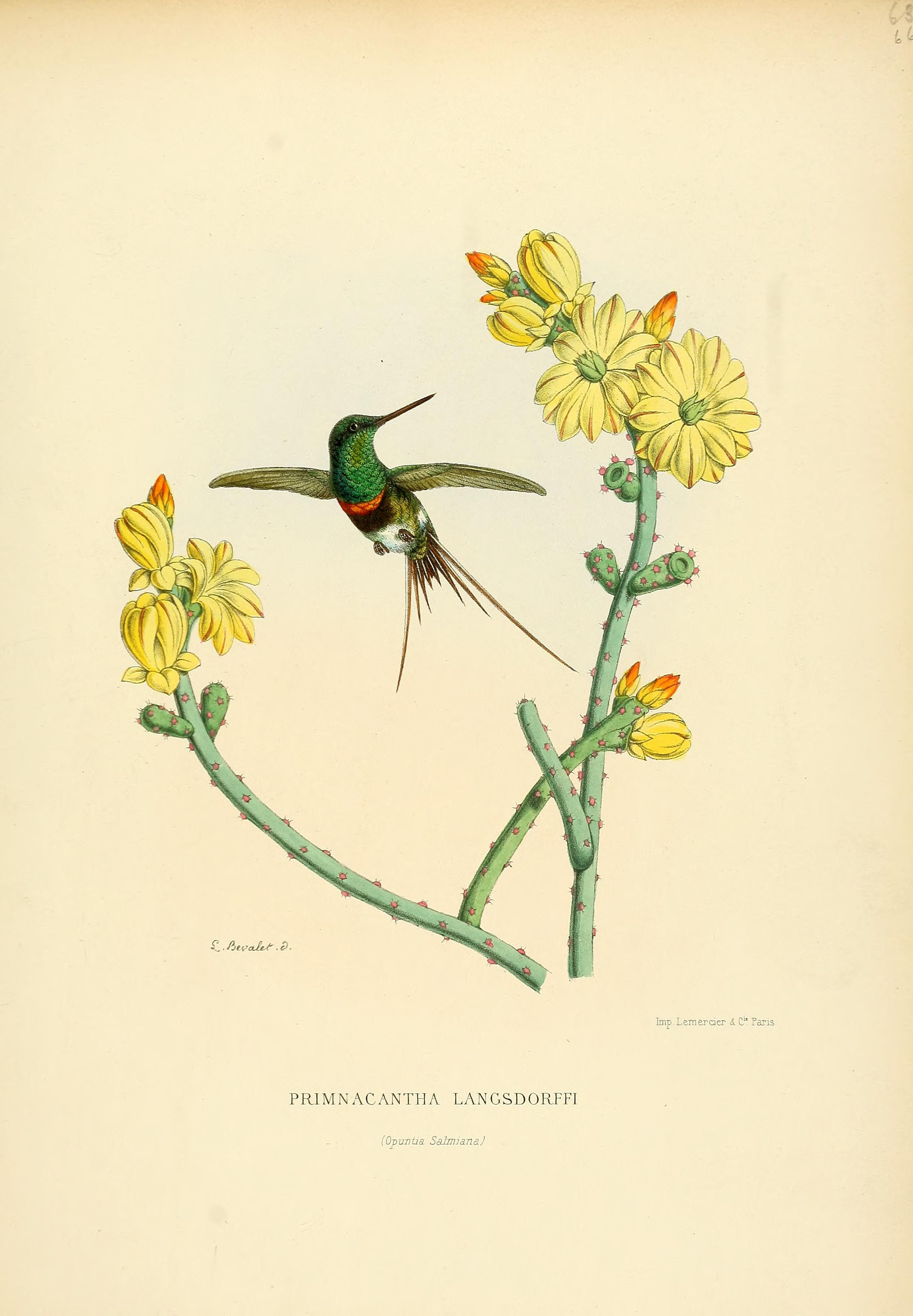
Brustband-Fadenelfe illustriert von Louis Victor Bevalet

Die männliche Brustband-Fadenelfe erreicht inklusive des Schwanzes eine Körperlänge von etwa 12 bis 13,6 cm bei einem Gewicht von ca. 3,2 g. Das Weibchen ist mit etwa 7,4 bis 7,6 cm deutlich kleiner. Das Männchen hat einen kurzen, geraden schwarzen Schnabel. Der Oberkopf schillert smaragdgrün, der Rest der Oberseite ist kupfergrün mit einem weißen Band quer über den Bürzel. Das glitzernde Smaragdgrün der Kehle wird durch ein golden kupfernes Band begrenzt. Der Bauch ist schwarz, die Flanken sind bronzegrün. Die äußeren Steuerfedern des langen gegabelten Schwanzes sind grau, der Schaft aller Schwanzfedern ist weiß. Die Oberseite des Weibchens ähnelt von der Farbtönung der des Männchens. Die Kehle ist mit grünen und schwarzen paillettenartigen Flecken verziert und wird von einem kupferfarbenen Saum abgegrenzt. Der Bauch ist schwarz mit weißen Flanken. Der kurze gegabelte Schwanz ist an der Basis bronzefarben, der Rest stahlblau mit weißen Flecken. Jungvögel ähneln in der Färbung den Weibchen.

## Verhalten und Ernährung
Den Nektar bezieht die Brustband-Fadenelfe von blühenden Calliandra, Inga-Bäumen, Wandelröschen, Mimosen, Vochysia, Bromeliengewächsen, Korbblütlern, Lippenblütlern, Malvengewächsen und Rötegewächsen. Außerdem ernährt sie sich von kleinen Gliederfüßern. Es wurde beobachtet, dass ein Weibchen sich Insekten holte, die sich in Spinnennetzen verfangen hatten.

## Lautäußerungen
Meist ist die Brustband-Fadenelfe ruhig. Gelegentlich gibt sie bei der Nahrungsaufnahme ein kurzes tsip bzw. tschip von sich. Im Flug klingt der rüttelnde Flügelschlag bienengleich.

## Fortpflanzung
Im Südosten Brasiliens ist die Brutsaison von November bis März, im Süden Ecuadors im September. Das kelchförmige Nest wird aus weichen Teilen von Rohrkolben, Bromeliengewächsen und anderen Pflanzensamen gebaut und an der Außenseite mit Flechten verziert. Es wird auf einem horizontalen Ast, der sich ca. 10 bis 35 Meter über dem Boden befindet, errichtet. Einmal wurde ein Nest in der Baumkrone eines Kapokbaums entdeckt. Das Nest ist ca. 23 bis 35 mm hoch. Der Außenradius beträgt ca. 23 bis 35 mm, der Innenradius ca. 14 bis 23 mm. Die zwei ca. 0,36 g schweren Eier sind ca. 12,5 × 8,5 mm groß. Die Brutdauer beträgt 13 Tage, und das Bebrüten erfolgt durch das Weibchen. Beobachtungen in Ecuador zeigten 3 bis 56 Minuten Abwesenheit vom Nest und 1 bis 31 Minuten Anwesenheit am Nest. Während der Anwesenheit brütete das Weibchen zwischen 3 und 24 Minuten.

## Verbreitung und Lebensraum

Verbreitungsgebiet der Brustband-Fadenelfe

Brustband-Fadenelfen bewegen sich gewöhnlich in feuchten Tieflandwäldern und deren Rändern in Höhenlagen zwischen 100 und 300 Metern. Im Amazonasgebiet ist oft Terra-Firme-Wald ihr bevorzugtes Habitat. Es gibt aber auch Berichte von Sichtungen in Várzea-Landschaften und in den Übergangszonen zu den Terra-Firme-Wäldern. Die Futtersuche erfolgt von den mittleren Straten bis in die Baumkronen.

## Migration
Das Zugverhalten ist bisher nicht erforscht. Es wird vermutet, dass die Brustband-Fadenelfe wahrscheinlich ein Standvogel ist.

## Unterarten
Bisher sind zwei Unterarten bekannt:
- Discosura langsdorffi melanosternon (Gould, 1868) ist im Südosten Kolumbiens und dem Süden Venezuelas über den Osten Ecuadors, den Osten Perus und den Nordwesten Brasiliens verbreitet. Die Unterart ist etwas kleiner. Der Oberkopf ist grasgrün, die Unterseite dunkler. Im Brustbereich ist die Färbung etwas goldener als in der Nominatform.[1]
- Discosura langsdorffi langsdorffi (Temminck, 1821) – die Nominatform kommt im Osten Brasiliens vor.

## Etymologie und Forschungsgeschichte

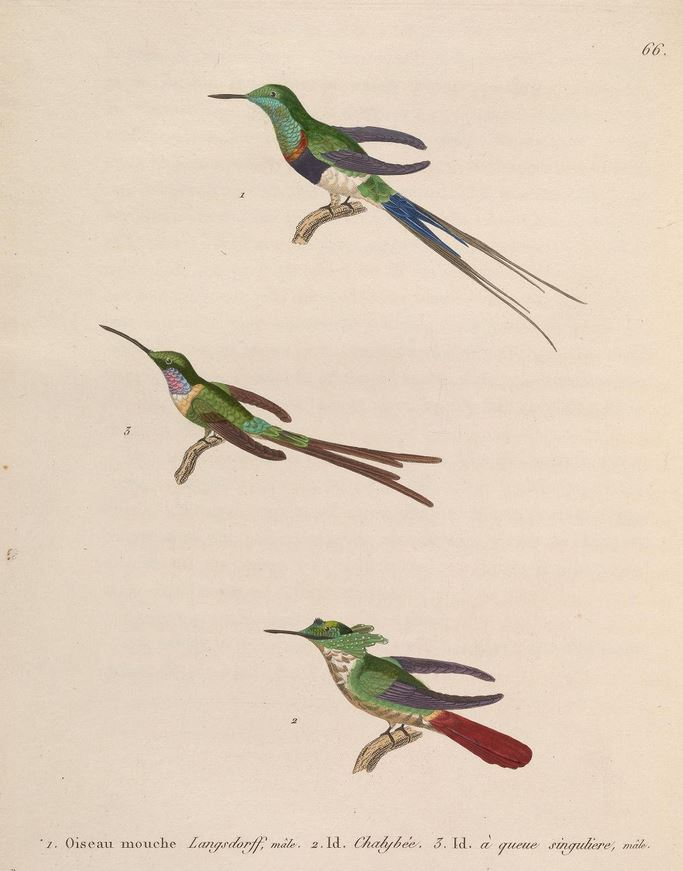
Brustband-Fadenelfe illustriert von Jean-Gabriel Prêtre als Teil der Erstbeschreibung

Die Erstbeschreibung der Brustband-Fadenelfe erfolgte 1821 durch Coenraad Jacob Temminck unter dem wissenschaftlichen Namen Trochilus langsdorffi. Das Typusexemplar stammte aus der Sammlung von Georg Heinrich von Langsdorff und wurde in Brasilien erlegt. Erst 1850 wurde die neue Gattung Discosura von Charles Lucien Jules Laurent Bonaparte für die Diskuselfe eingeführt. Erst später wurde auch die Brustband-Fadenelfe der Gattung zugeschlagen. Der Name Discosura leitet sich von den griechischen Wörtern δίσκος dískos für „Platte, Scheibe“ und ουρά ourá für „Schwanz“ ab. Der Artname langsdorffi ist dem brasilianischen Generalkonsul und Besitzer des Typusexemplars gewidmet. Melanosternon ist ein griechisches Wortgebilde aus μέλας, μέλανος mélas, mélanos für „schwarz“ und στέρνον stérnon für „Brust“.